# Château Cos d'Estournel
Pour les articles homonymes, voir Cos.
Le château Cos d'Estournel, est un domaine viticole s'étendant sur 91 hectares, situé à Saint-Estèphe en Gironde. Cos d'Estournel produit du vin sous l'appellation saint-estèphe, classé parmi les deuxièmes grands crus au classement de 1855.

## Histoire
Le domaine fut fondé par Louis-Gaspard d'Estournel (1762-1853), qui hérita de vignes près du village de Cos en 1811. Le succès fulgurant dû à la qualité du vin, lui permet des exportations lointaines, notamment aux Indes, lui attirant le surnom de Maharadjah. En 1830, pour célébrer cela, il surmonte ses chais de pagodes chinoisantes, qui seront dès lors l'image exotique de Cos, et fait venir de Zanzibar une porte du XVIIe siècle. Louis-Gaspard d'Estournel doit en 1852, sous le poids de dettes, vendre le domaine qui passera de mains en mains au cours du XIXe siècle, n'empêchant pas le classement en deuxième grand cru (et meilleur Saint-Estèphe) en 1855.
En 1917, Fernand Ginestet, célèbre négociant en vins de Bordeaux et également copropriétaire de Château Margaux, rachète le domaine. Ses petits-enfants Yves, Jean-Marie et Bruno Prats héritent du domaine en 1970. Bruno Prats était directeur associé et a exercé ses fonctions jusqu'en 1998, lorsque la famille a vendu le domaine à la famille Merlaut (groupe de négoce Taillan). Toutefois, Jean-Guillaume Prats succède à son père, après la vente familiale, en tant que directeur général salarié.
Après un bref épisode dans le groupe Taillan, le domaine est vendu en 2000 à l'industriel Michel Reybier. En 2006, une restauration des bâtiments a permis aux pagodes de retrouver leur aspect original. La direction générale est confiée à Jean-Guillaume Prats jusqu'en janvier 2013 puis à Aymeric de Gironde, qui le remplace jusqu'en 2017. Depuis, Michel Reybier assure personnellement la direction de Cos d'Estournel.

Le château Cos d'Estournel en images
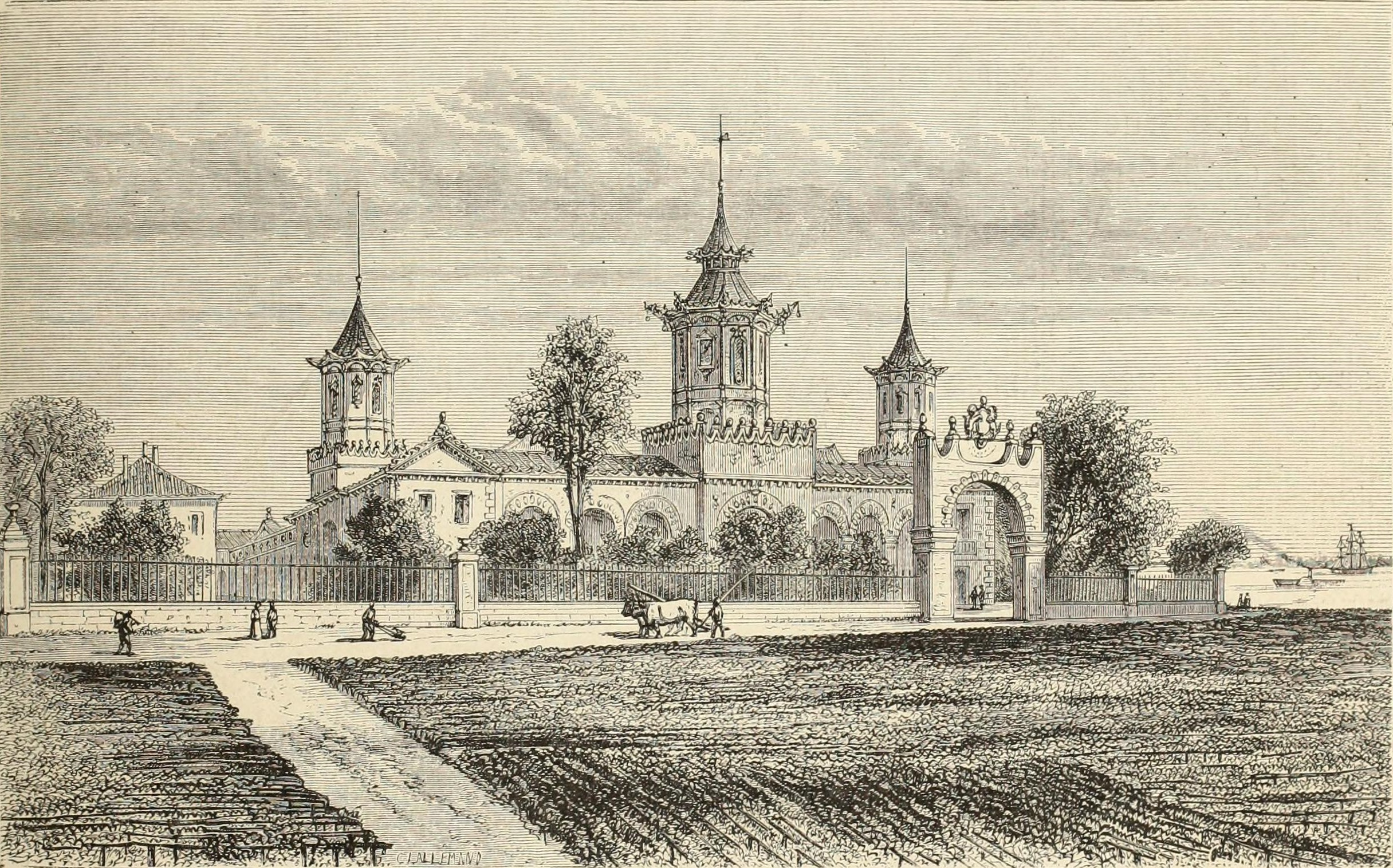
En 1838.
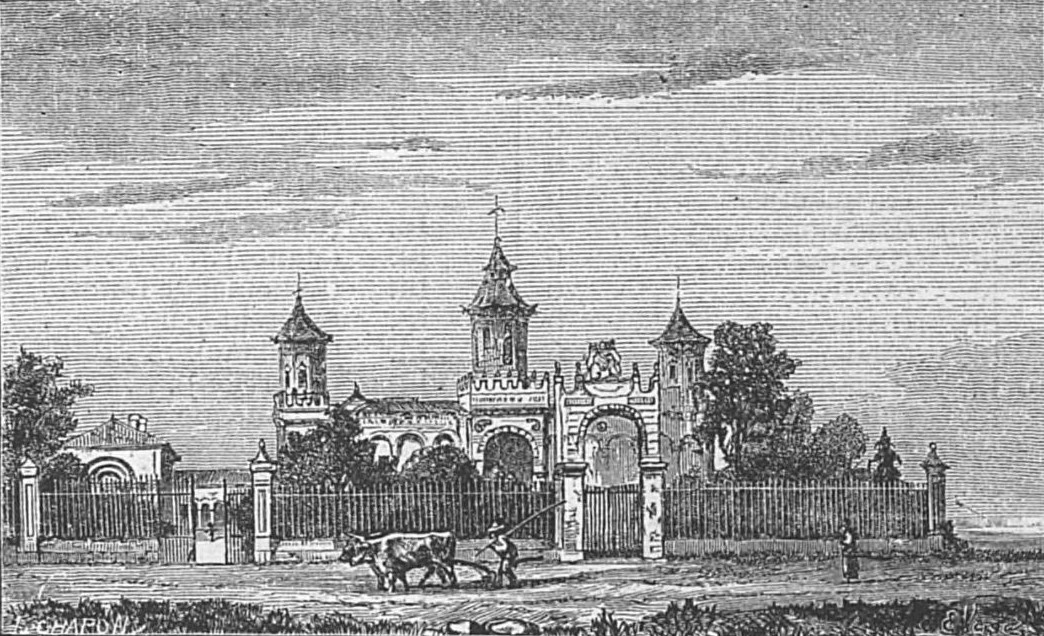
En 1893.
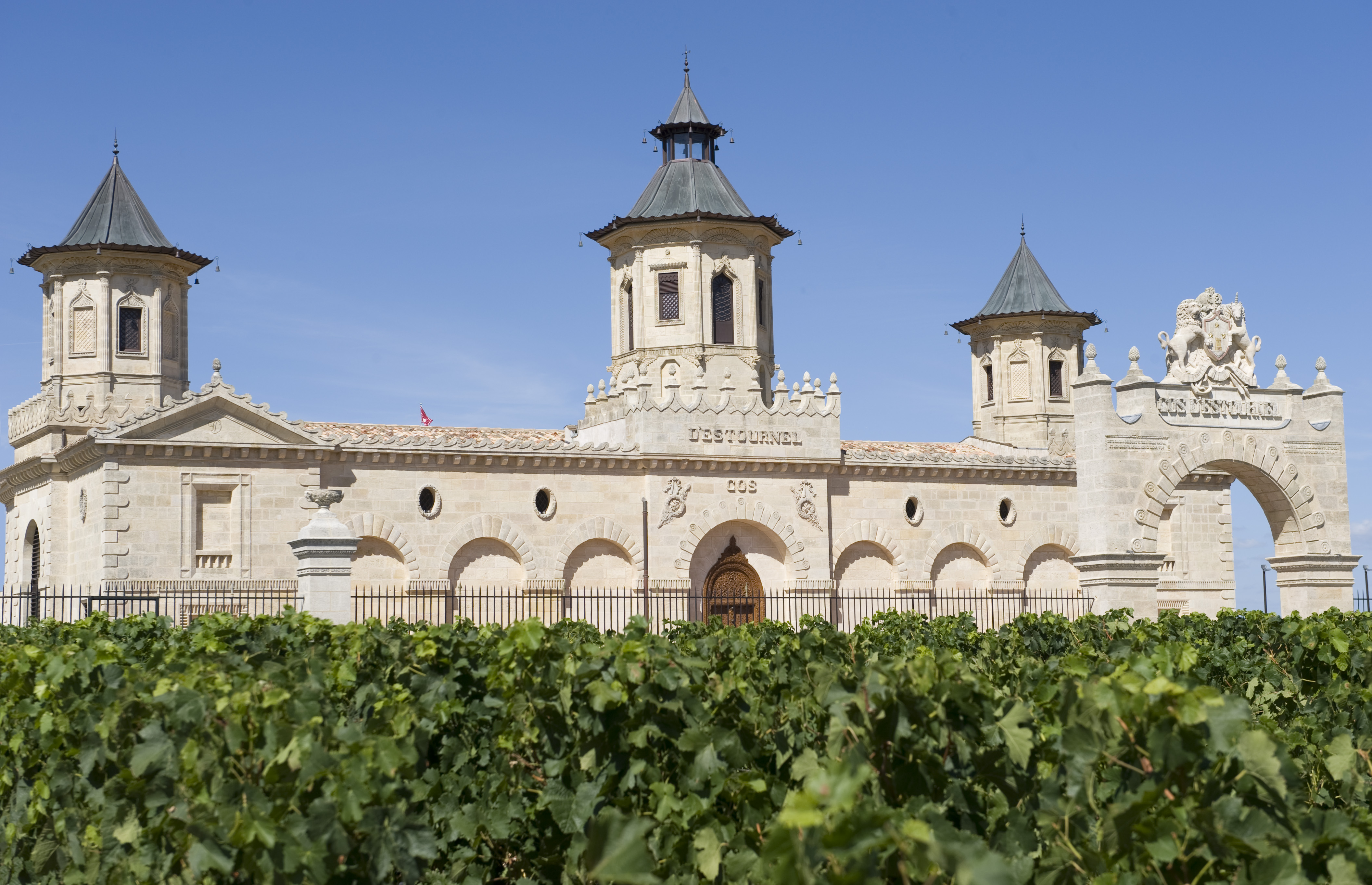
Le château vu des vignes.
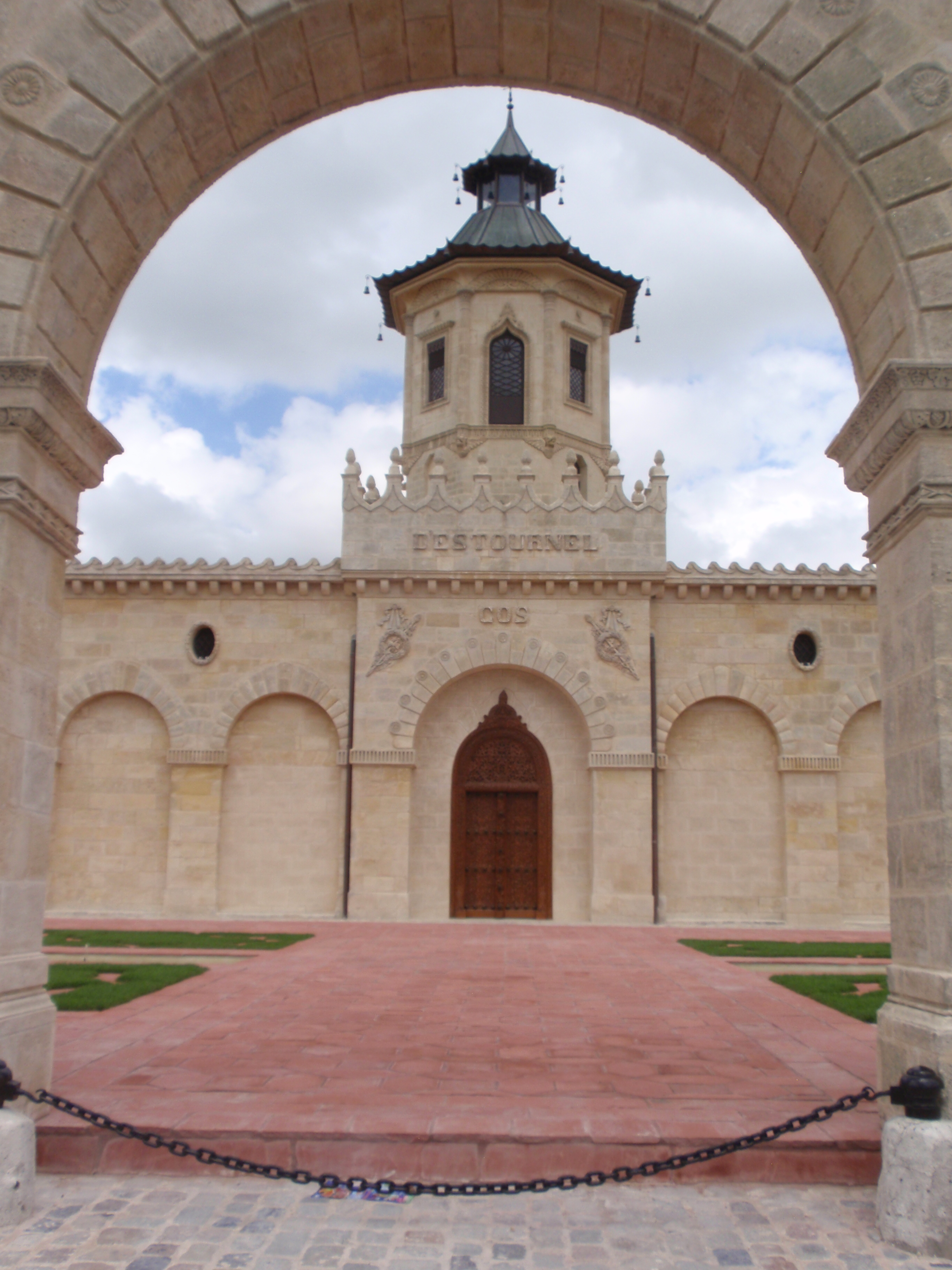
La pagode.
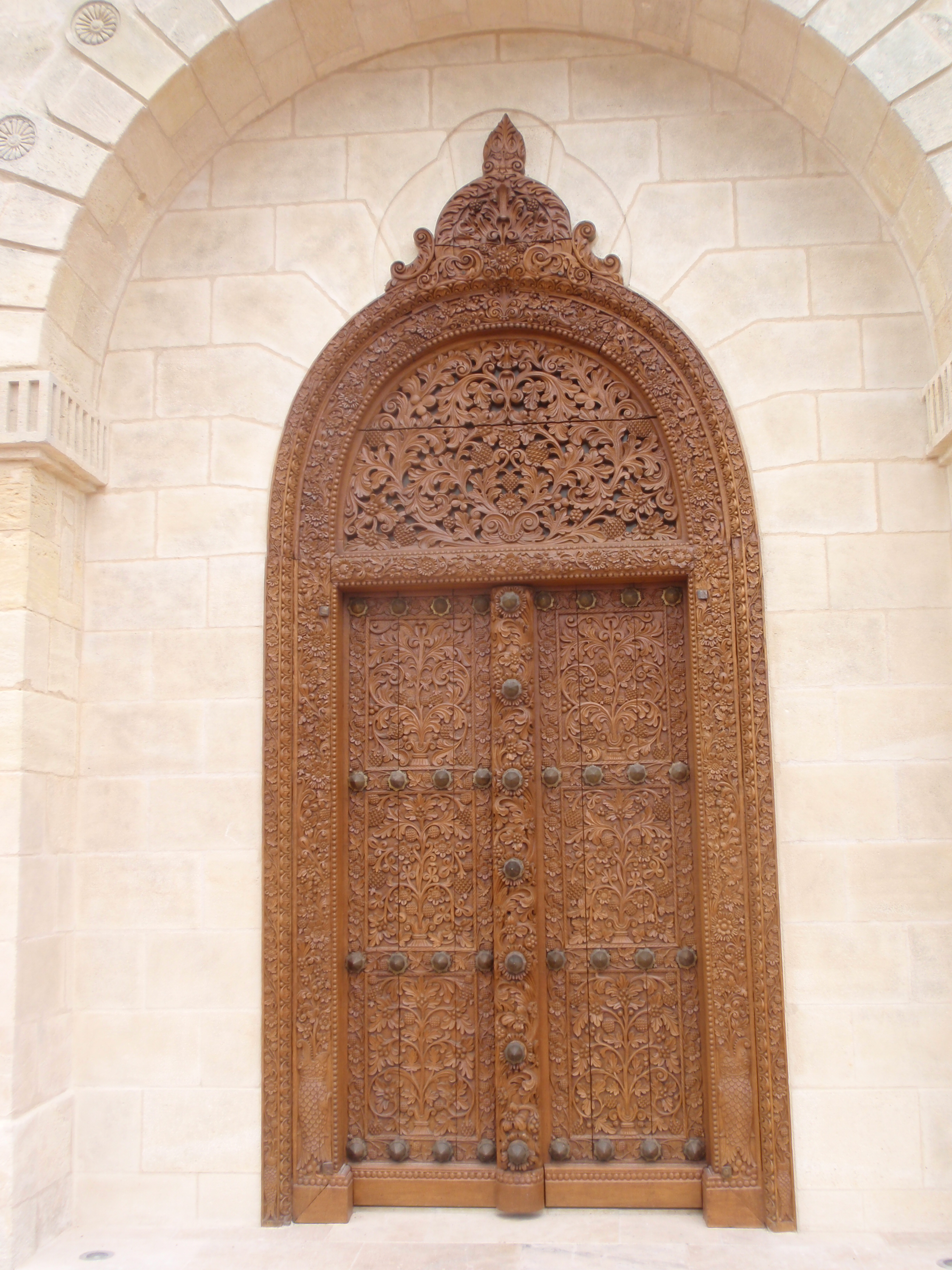
La porte provenant de Zanzibar.
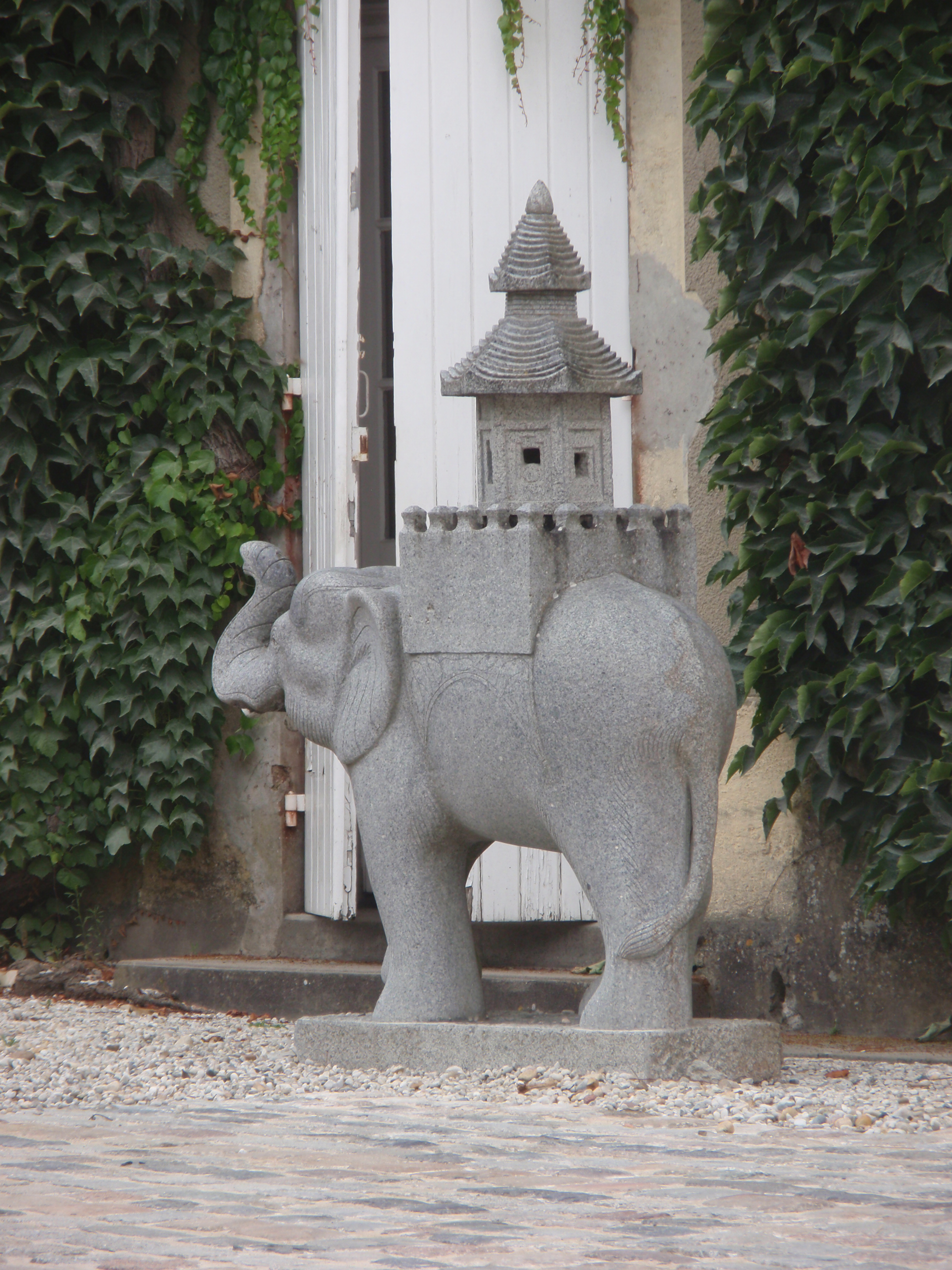
Sculpture asiatique.

## Terroir

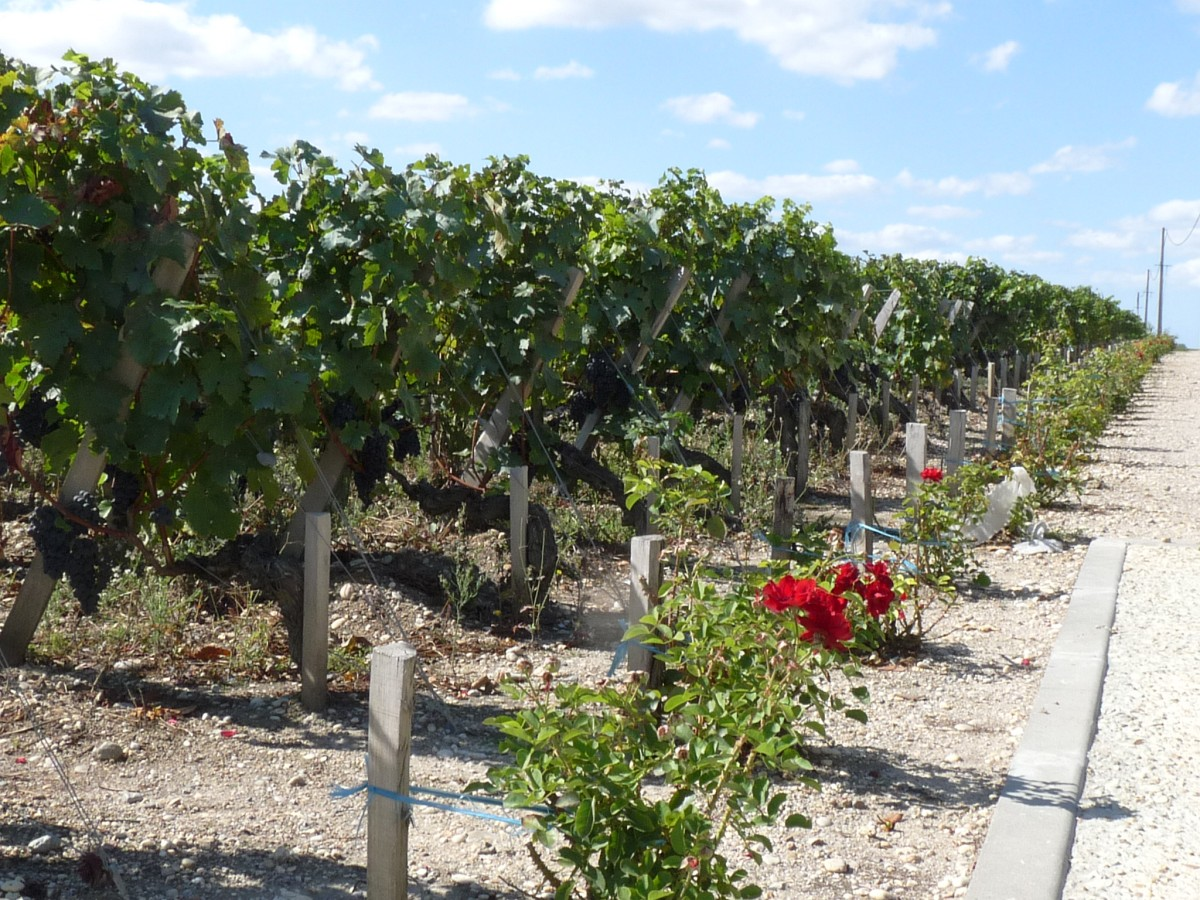
La vigne en face du château

Cos en gascon signifie colline de cailloux. Cos d'Estournel est donc placé sur un amoncellement de graves mêlées d'argiles calcaires. Cet excédent de graves, spécifique de Cos, oblige donc la vigne à plonger plus profondément ses racines pour puiser ses besoins dans le sol. Faire souffrir la vigne donne de grands vins et Cos y arrive très bien. L'encépagement est de 60 % cabernet sauvignon, 40 % merlot, quelques pourcents de cabernet franc. Les vignes étendues sur une trentaine de parcelles et d'une moyenne d'âge de 35 ans, sont plantées en forte densité à 9 000 pieds/ha. Seuls les plants de plus de vingt ans seront utilisés pour le premier vin.

## Vin
La vendange est manuelle. L'assemblage de Cos varie selon les années. Seules les vignes âgées de plus de vingt ans sont utilisées pour le premier vin. La maturité de Cos ne s'atteint qu'après 10 à 30 ans, avec des longévités exceptionnelles pour les meilleures années. Voisin du château Lafite Rothschild, Cos est un très grand vin dans la lignée classique des plus prestigieux Bordeaux du Médoc. Le domaine produit de 200 000 à 380 000 bouteilles par année.
Cos produit un second vin appelé Les Pagodes de Cos, issu des vignes âgées de moins de vingt ans.

## Devise
Les bouteilles sont décorées d'une étiquette en deux parties. La partie inférieure porte la devise « Semper fidelis », accompagnée du degré d'alcool et de la contenance des bouteilles, depuis 1891 et le rachat de la propriété par Louis Gaspard d'Estournel.